# 遠敷郡
遠敷郡為過去位於日本福井縣西南部的郡，已於2006年3月3日因無所屬町村而消失。
在1879年實施郡區町村編制法時的轄區包括現在的小濱市大部分地區、三方上中郡若狹町的西半部地區和大飯郡大野町的南半部地區。

## 歷史
過去在令制國時代屬於若狹國，大飯郡在9世紀以前原本也是遠敷郡的一部分，在公元825年遠敷郡才將西部的區域分割出來設立大飯郡。
16世紀時，遠敷郡曾被稱為「中郡」，17世紀後江戶時代後還曾被分為「上中郡」和「下中郡」兩郡。
在江戶時代全郡都成為小濱藩的領地，1871年實施廢藩置縣後改隸屬小濱縣，不過在隔年的第一次府縣整併中小濱縣整併至敦賀縣，但敦賀縣在1876年遭到廢除，位於木芽峠以南的遠敷郡被併入滋賀縣，直到1881年才將原本敦賀縣的轄區重新恢復設縣，不過重新設立的縣因為縣廳設在福井，因而命名為福井縣。
1879年滋賀縣實施郡區町村編製法時，正式設置近代的行政區劃「遠敷郡」，並在小濱町（位於現在的小濱市）設置郡役所。

### 沿革

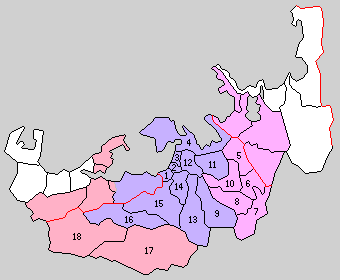
1889年遠敷郡轄下的行政區劃：
1.小1濱町、2.雲濱村、3.西津村、4.內外海村、5.鳥羽村、6.瓜生村、7.熊川村、8.三宅村、9.松永村、10.野木村、11.宮川村、12.國富村、13.遠敷村、14.今富村、15.口名田村、16.中名田村、17.南名田村、18.奧名田村
（紫色：現屬小濱市、桃色：現屬三方上中郡若狹町、紅色：現屬大飯郡大飯町）

- 1889年4月1日：實施町村制，遠敷郡下設：小濱町（日语：小浜町 (福井県)）、雲濱村（日语：雲浜村）、西津村（日语：西津村）、內外海村（日语：内外海村）、鳥羽村（日语：鳥羽村 (福井県)）、瓜生村（日语：瓜生村）、熊川村（日语：熊川村 (福井県)）、三宅村（日语：三宅村 (福井県)）、松永村（日语：松永村）、野木村（日语：野木村）、宮川村（日语：宮川村 (福井県)）、國富村（日语：国富村 (福井県)）、遠敷村（日语：遠敷村）、今富村（日语：今富村 (福井県)）、口名田村、中名田村、南名田村、奧名田村。（1町17村）
- 1891年4月1日：
  - 實施郡制（日语：郡制），郡役所設於小濱町。
  - 南名田村改名為知三村（日语：知三村）。
- 1923年4月1日：廢除郡會（日语：郡会）和郡參事會（日语：郡参事会）。
- 1926年7月1日：廢除郡役所，此後郡不再作為行政區劃，只作為地名的表示。
- 1935年4月1日：雲濱村和西津村被併入小濱町。（1町15村）
- 1951年3月30日：小濱町、內外海村、松永村、國富村、遠敷村、今富村、口名田村、中名田村合併為小濱市[3]，並脫離遠敷郡。（8村）
- 1954年1月1日：三宅村、鳥羽村、瓜生村、熊川村、野木村合併為上中町（日语：上中町）。[4]（1町3村）
- 1955年1月1日：知三村和奧名田村合併為名田村。（1町2村）
- 1955年2月21日：宮川村被併入小濱市。（1町1村）
- 2005年3月31日：上中町和三方郡三方町（日语：三方町）合併為若狹町，屬新設立的三方上中郡。[5]（1村）
- 2006年3月3日：名田庄村和大飯郡大飯町合併為新設立的大飯町[6][7]，屬大飯郡；同時遠敷郡因無所屬町村而消失。

### 變遷表
| 1889年4月1日   | 1889年 - 1912年                 | 1912年 - 1944年                 | 1945年 - 1954年                 | 1955年 - 1989年                  | 1989年 - 現在                        | 現在                                 |
| -------------- | ------------------------------- | ------------------------------- | ------------------------------- | -------------------------------- | ------------------------------------ | ------------------------------------ |
| 三方郡西浦村   | 1907年8月1日 合併為三方郡西田村 | 1907年8月1日 合併為三方郡西田村 | 1953年4月1日 合併為三方郡三方町 | 三方郡三方町                     | 2005年3月31日 合併為三方上中郡若狹町 | 2005年3月31日 合併為三方上中郡若狹町 |
| 三方郡田井村   | 1907年8月1日 合併為三方郡西田村 | 1907年8月1日 合併為三方郡西田村 | 1953年4月1日 合併為三方郡三方町 | 三方郡三方町                     | 2005年3月31日 合併為三方上中郡若狹町 | 2005年3月31日 合併為三方上中郡若狹町 |
| 三方郡八村     |                                 |                                 | 1953年4月1日 合併為三方郡三方町 | 三方郡三方町                     | 2005年3月31日 合併為三方上中郡若狹町 | 2005年3月31日 合併為三方上中郡若狹町 |
| 三方郡十村     | 三方郡十村                      | 三方郡十村                      | 1954年3月1日 併入三方郡三方町   | 三方郡三方町                     | 2005年3月31日 合併為三方上中郡若狹町 | 2005年3月31日 合併為三方上中郡若狹町 |
| 鳥羽村         | 鳥羽村                          | 鳥羽村                          | 1954年1月1日 合併為上中町       | 1954年1月1日 合併為上中町        | 2005年3月31日 合併為三方上中郡若狹町 | 2005年3月31日 合併為三方上中郡若狹町 |
| 瓜生村         |                                 |                                 | 1954年1月1日 合併為上中町       | 1954年1月1日 合併為上中町        | 2005年3月31日 合併為三方上中郡若狹町 | 2005年3月31日 合併為三方上中郡若狹町 |
| 熊川村         |                                 |                                 | 1954年1月1日 合併為上中町       | 1954年1月1日 合併為上中町        | 2005年3月31日 合併為三方上中郡若狹町 | 2005年3月31日 合併為三方上中郡若狹町 |
| 三宅村         |                                 |                                 | 1954年1月1日 合併為上中町       | 1954年1月1日 合併為上中町        | 2005年3月31日 合併為三方上中郡若狹町 | 2005年3月31日 合併為三方上中郡若狹町 |
| 野木村         |                                 |                                 | 1954年1月1日 合併為上中町       | 1954年1月1日 合併為上中町        | 2005年3月31日 合併為三方上中郡若狹町 | 2005年3月31日 合併為三方上中郡若狹町 |
| 宮川村         | 宮川村                          | 宮川村                          | 宮川村                          | 1955年2月21日 併入小濱市         | 小濱市                               | 小濱市                               |
| 小濱町         | 小濱町                          | 小濱町                          | 1951年3月30日 合併為小濱市      | 1951年3月30日 合併為小濱市       | 小濱市                               | 小濱市                               |
| 雲濱村         | 雲濱村                          | 1935年4月1日 併入小濱町         | 1951年3月30日 合併為小濱市      | 1951年3月30日 合併為小濱市       | 小濱市                               | 小濱市                               |
| 西津村         |                                 | 1935年4月1日 併入小濱町         | 1951年3月30日 合併為小濱市      | 1951年3月30日 合併為小濱市       | 小濱市                               | 小濱市                               |
| 內外海村       |                                 |                                 | 1951年3月30日 合併為小濱市      | 1951年3月30日 合併為小濱市       | 小濱市                               | 小濱市                               |
| 松永村         |                                 |                                 | 1951年3月30日 合併為小濱市      | 1951年3月30日 合併為小濱市       | 小濱市                               | 小濱市                               |
| 國富村         |                                 |                                 | 1951年3月30日 合併為小濱市      | 1951年3月30日 合併為小濱市       | 小濱市                               | 小濱市                               |
| 遠敷村         |                                 |                                 | 1951年3月30日 合併為小濱市      | 1951年3月30日 合併為小濱市       | 小濱市                               | 小濱市                               |
| 今富村         |                                 |                                 | 1951年3月30日 合併為小濱市      | 1951年3月30日 合併為小濱市       | 小濱市                               | 小濱市                               |
| 口名田村       |                                 |                                 | 1951年3月30日 合併為小濱市      | 1951年3月30日 合併為小濱市       | 小濱市                               | 小濱市                               |
| 中名田村       |                                 |                                 | 1951年3月30日 合併為小濱市      | 1951年3月30日 合併為小濱市       | 小濱市                               | 小濱市                               |
| 南名田村       | 南名田村                        | 南名田村                        | 南名田村                        | 1955年1月1日 合併為名田村        | 2006年3月3日 合併為大飯郡大飯町      | 2006年3月3日 合併為大飯郡大飯町      |
| 奧名田村       | 1891年4月1日 改名為知三村       | 1891年4月1日 改名為知三村       | 1891年4月1日 改名為知三村       | 1955年1月1日 合併為名田村        | 2006年3月3日 合併為大飯郡大飯町      | 2006年3月3日 合併為大飯郡大飯町      |
| 大飯郡佐分利村 | 大飯郡佐分利村                  | 大飯郡佐分利村                  | 大飯郡佐分利村                  | 1955年1月15日 合併為大飯郡大飯町 | 2006年3月3日 合併為大飯郡大飯町      | 2006年3月3日 合併為大飯郡大飯町      |
| 大飯郡本鄉村   |                                 |                                 |                                 | 1955年1月15日 合併為大飯郡大飯町 | 2006年3月3日 合併為大飯郡大飯町      | 2006年3月3日 合併為大飯郡大飯町      |
| 大飯郡大島村   |                                 |                                 |                                 | 1955年1月15日 合併為大飯郡大飯町 | 2006年3月3日 合併為大飯郡大飯町      | 2006年3月3日 合併為大飯郡大飯町      |